# Carchi
Le Carchi est une province de l'Équateur créée le 19 novembre 1880.

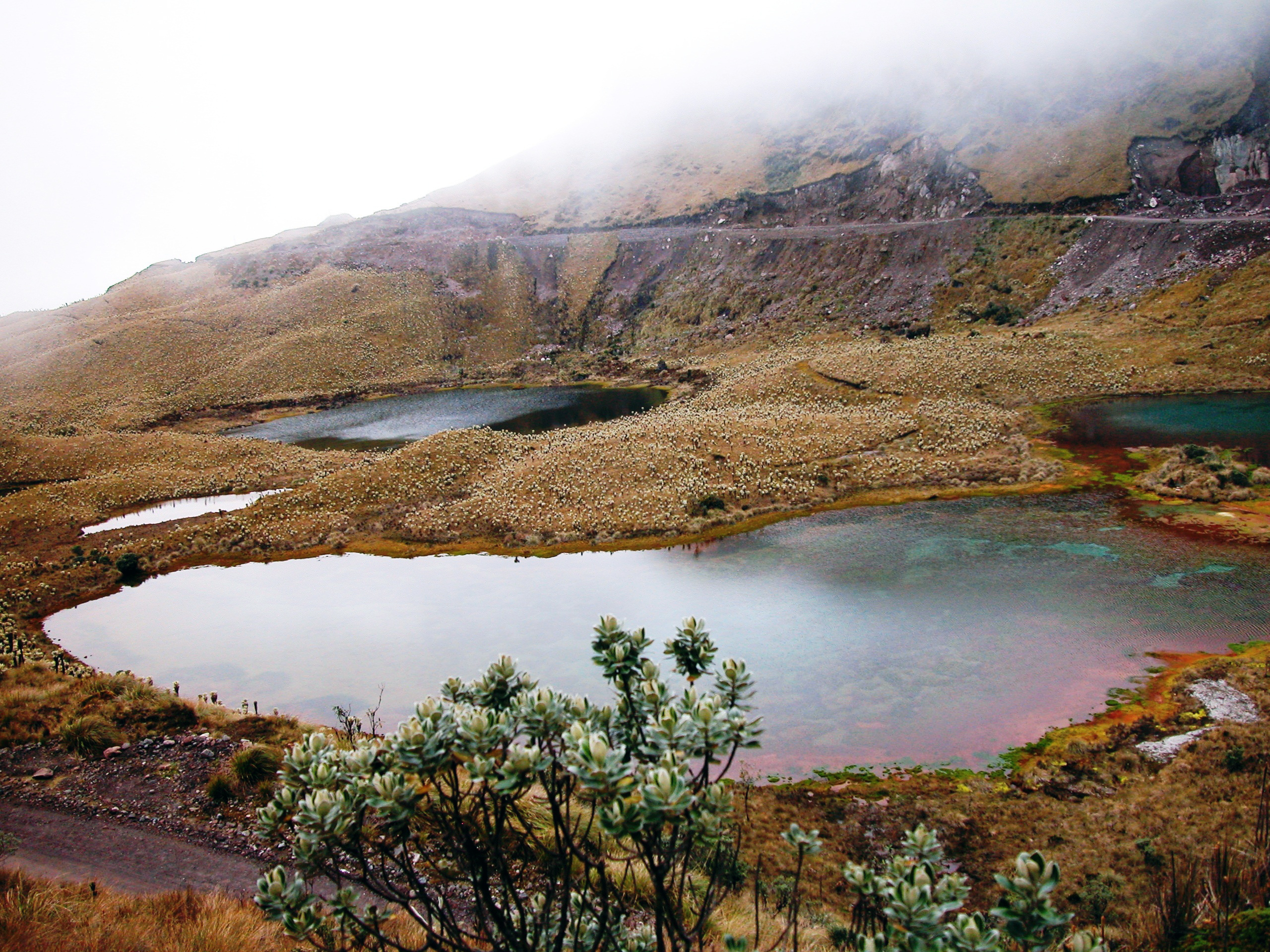
Lagons verts province de Carchi

## Géographie
Cette province est située à la frontière nord de l'Équateur. Elle couvre une superficie de 3 780 km2. Elle est délimitée à l'ouest par la province d'Esmeraldas, au nord par la Colombie, au sud-est par la province de Sucumbíos et au sud-ouest par la province d'Imbabura. Sa capitale est Tulcán.

### Découpage territorial
La province est divisée en six cantons :

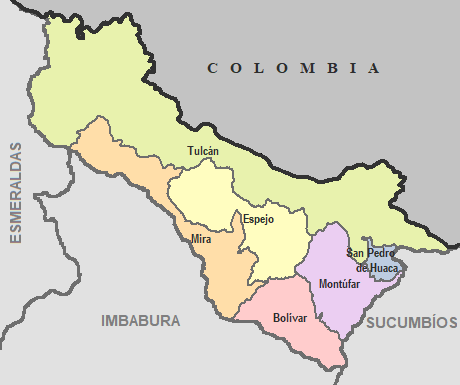
Cantons de Carchi.

| Canton             | Superficie (km2) | Population (2010) | Densité (hab./km2) | Chef-lieu   |
| ------------------ | ---------------- | ----------------- | ------------------ | ----------- |
| Bolívar            | 359              | 14 347            | 40                 | Bolívar     |
| Espejo             | 553              | 13 364            | 24,2               | El Ángel    |
| Mira               | 587              | 12 180            | 20,7               | Mira        |
| Montúfar           | 382              | 30 511            | 79,9               | San Gabriel |
| San Pedro de Huaca | 69               | 7 624             | 110,5              | Huaca       |
| Tulcán             | 1 828            | 86 498            | 47,3               | Tulcán      |